# Guerre de la Chaouïa
Campagne du Maroc
Batailles
• Bataille de Casablanca (1907)
• Bataille de Sidi Moumen (1907)
• Bataille de Taddert (1907)
• Bataille de Mediouna (1907)
• Bataille de Sidi-Brahim (1907)
• Bataille de Settat (1907)
• Bataille de Sidi Kamel (1907)
• Bataille de Wadi Al-Atash (1907)
• Bataille d'Ayo Waghit (1907)
• Bataille de Dar Bouazza (1908)
• Bataille de Sidi Kamel(1908)
• Bataille de Sidi Ghoneimi (1908)
• Bataille de Berrechid (1908)
• Bataille de Sidi El-Mekki (1908)
• Bataille de Fakhakha (1908)
• Bataille de Berrabah (1908)
• Bataille de Sidi Abdelkrim (1908)
• Bataille de Settat (1908)
• Bataille d'Ain M'Koun (1908)
• Expéditions françaises contre les Zaërs (1910-1911) 
• Bataille de Termast-El-Borou (1912) 
• Bataille Oued Zem (1912)
• Bataille de Tadla (1912)
• Bataille de Sidi Ali ben Brahim (1912)
• Bataille de Biar-Mezouis (1912) 
• 
Bataille de Sidi Ali ben Brahim (1912)
• Bataille de Biar-Mezouis (1912)

• Bataille d'Elhri (1914)
La  « guerre de la Chaouïa » ou « campagne de la Chaouïa » est une expédition militaire dans la région historique de la Chaouïa au Maroc menée par la France entre 1907 et 1914, en représailles à la prise de Casablanca le 30 juillet 1907, et au massacre de plusieurs Européens par des milliers de guerriers chaouis accompagné des tribus avoisinantes comme les Zayanes présentes dans les premiers mois du conflit. La guerre de la Chaouïa, dans le lexique militaire de cette opération représente la région actuelle du littoral atlantique, incluant les Doukkala, les Zaers, la région de Tadla — Beni Mellal, qui dépendait de la province de Settat au début du XXe siècle.

## Contexte

### Anarchie dans le Sultanat
Au Maroc, les XVIIIe et XIXe siècles sont marqués par des désordres de plus en plus graves aussi bien dans le domaine intérieur que sur le plan international. L’Espagne et la France sont amenées à protéger leurs navires de commerce circulant en vue des côtes marocaines contre les attaques des pirates de Salé.
À partir de 1830, la France doit interdire l’accès de la frontière algéro-marocaine aux pillards marocains et aux partisans d’Abd el-Kader réfugiés au Maroc oriental. Les exactions de ces deux groupes sont sanctionnées en août 1844 par le bombardement de Tanger et de Mogador par l’escadre du prince de Joinville, pendant que le général Bugeaud inflige une sévère défaite à l’armée marocaine sur l’oued Isly.
Le problème de la sécurité de la frontière algéro-marocaine n’en est pas, pour autant, résolu. L’insécurité persiste jusqu’au XXe siècle, même après la signature par la France et le Maroc de la convention de Lalla-Maghnia portant sur ce que l’on a appelé par la suite la « zone des confins algéro-marocains ».
La convention ne définit pas avec précision les territoires relevant de chacune des deux nations. Entériné par les nations européennes directement concernées par la sécurité de la navigation dans le détroit de Gibraltar et en Méditerranée occidentale, cet accord est contesté par l’Allemagne. Réputée se désintéresser des problèmes du Maroc après les déclarations du chancelier Bismarck, celle-ci n’a pas été consultée.
L’empereur Guillaume II, ne s’estimant pas lié par ces accords, multiplie les incidents diplomatiques dirigés contre la France. Le plus grave est la visite qu’il fait à Tanger en 1905 où il prononce, le 31 mars, un discours par lequel il se proclame seul défenseur désintéressé du Maroc et signifie à la France, l’Espagne et l’Angleterre qu’il entend prendre part aux discussions que ces États auront entre eux à propos du Maroc. Simultanément, le Kaiser envoie à Fès un plénipotentiaire pour recommander au sultan de refuser le programme d’assainissement des finances proposé par la France en lui démontrant l’incompatibilité de celui-ci avec les conventions existantes. Le sultan repousse donc les mesures préconisées et invite les nations concernées, Allemagne comprise, à une conférence pour définir un programme acceptable de réformes à introduire dans son pays.
Du 15 janvier au 7 avril 1906 se tient, à Algésiras, une réunion qui aboutit à la signature de l’acte dit « d’Algésiras » par lequel les cosignataires garantissent la paix et la prospérité du Maroc moyennant une refonte de son administration. Ils chargent la France d’assister le makhzen dans la définition et la mise en œuvre du plan de réformes conforme aux recommandations de la conférence. Le Makhzen ne met aucune bonne volonté à se plier aux conclusions de la conférence. Il encourage une campagne de résistance anti-française et, dans la zone des confins, algéro-marocains, il pousse au rassemblement de harka (bandes armées) devant contrecarrer les mesures de sécurité prises par la France.

## Guerre de la Chaouïa

### Prémices
Après avoir pris Oujda, les troupes françaises du général Lyautey avaient une visée sur Casablanca, fief des tribus Chaouia, réputées pour produire des guerriers farouches. Cinq années avant le Protectorat, la ville de Casablanca est occupée mais les combats continuent. Des dizaines de combats sont livrés à l’intérieur de la ville, à sa périphérie et, enfin, plus profondément, dans le pays Chaouia.
En 1907, la présence dans le port de Casablanca d’agents français contrôlant les recettes douanières, avec le lancement d’intenses chantiers manifestement coloniaux mécontentant la population, atteint son paroxysme.
Le 29 juillet, une délégation de tribus de la Chaouia se rend chez Moulay Lamine, oncle du Sultan Moulay Abdelaziz et gouverneur de la province, et le somme de faire démolir les constructions entamées. Une autre délégation se présente chez le pacha de la ville, Si Boubker Ben Bouzid Slaoui, réclamant avec véhémence l'arrêt des travaux du port, la destruction du chemin de fer et la suppression des contrôleurs français de la douane. Le 30 juillet, l'effervescence augmente en ville. Le lendemain matin, un crieur public issu des Oulad Hriz invite les populations à cesser toute relation avec les Français.
Hajj Hammou, caïd de la tribu des Oulad Hriz lance des appels au djihad et les Ouled Hriz organisent une lutte contre les Espagnols, les Français et leurs partisans. C'est le début de l'insurrection. Les populations Chaouia envahissent les rues et l’après-midi même, des incidents violents débouchent sur la mort de neuf ouvriers étrangers de la compagnie concessionnaire des travaux du port. Les guerriers arrêtent le train, qui passe à proximité d'un cimetière, grâce à un amas de pierres amoncelées sur la voie et assassinent les ouvriers étrangers de la locomotive : quatre Français, trois Italiens et deux Espagnols.

### Offensive des tribus de la Chaouïa sur Casablanca
Le bombardement de Casablanca, qui eut lieu du 5 au 7 août 1907, est une attaque navale française qui détruisit la ville marocaine de Casablanca. La France utilisa principalement des bombardements navals et incendiaires avec des cuirassés, provoquant entre 1 500 et 7 000 morts. Elle fait référence à la période suivant l'insurrection de Casablanca, lors de laquelle les tribus marocaines de la Chaouia ont massacré plusieurs Européens et pris le contrôle de la ville pour s'opposer à la colonisation française.

#### Bombardement et prise de la ville (5-7 août)
À la suite de l'insurrection du 30 juillet, des milliers de guerriers chaouis, proches, semble-t-il, du cheikh Ma El Aïnin, prennent la ville. Face à la défaillance de ses services de renseignement, la France, surprise, envoie dans l'urgence une flotte militaire, notamment celle basée en Algérie. Les consulats de France, de Suède et du Portugal étant assiégés, Saint-Aulaire, sur instruction de Paris, fait envoyer sur place plusieurs navires de guerre dont le croiseur Galilée qui se trouve à Tanger, rejoint aussitôt par le Condé, le croiseur cuirassé Amiral Aube et le Du Chayla en rade à Toulon et une dizaine de fusiliers. À l'annonce de cet événement, l'agitation en ville reprend de plus belle. Casablanca fut presque entièrement détruite après le bombardement.

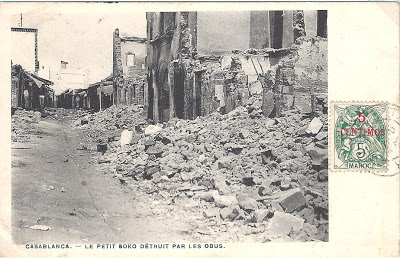
Casablanca fut presque entièrement détruite après le bombardement

Au Galilée arrivé dès le 1er août s’ajoutent les croiseurs cuirassés "Gueydon" et "Jeanne d’Arc", le "Forbin". avec, à leurs côtés, la canonnière espagnole "Álvaro de Bazán", soit entre 13 et 20 navires de guerre. Le 5 août au matin, soixante-six marins du Galilée débarquent après un échange nourri de feu qui fait cinq blessés du côté français.
Le bombardement de la ville commence, accompagné par le débarquement progressif des soldats qui n’épargnent ni civils, ni militaires marocains. Le "Galilée" et "la Gloire" bombardent la casbah, faisant de nombreuses victimes parmi les « rebelles » et la population. Le quartier populaire, dit Tnaker, situé près du port, paye le plus lourd tribut et reçoit des salves d’obus à la mélinite, alors que ses populations sont encore plongées dans leur sommeil. Les lieux saints ne sont pas épargnés, tels que la Grande Mosquée ou le sanctuaire de Sidi Kairouani. Les portes d’enceinte sont particulièrement visées afin d’éviter l’entrée des combattants chaouis. Le lendemain, le 6 août, le bombardement continue après avoir duré toute la nuit. Le Du Chayla débarqua 31 soldats, le croiseur Forbin fît débarquer 44 soldats. Et les Marocains, en dépit des pertes considérables subies dues aux incessants bombardements, continuent de lutter, semant l'inquiétude au sein des troupes françaises. L'escadre du contre-amiral Philibert qui amène les troupes du général Drude mouille en rade. Les chaloupes débarquent sur la plage de Sidi Belyout les premiers tirailleurs français et algériens. Les autochtones les accueillent avec des tirs nourris. Le 7 août, les troupes débarquées du général Drude et les fusiliers-marins du contre-amiral Philibert réussissent, après des combats acharnés, à reprendre le contrôle de la ville. Selon des observateurs avisés et des sources diplomatiques, une « révolution » paraît avoir débuté au Maroc. Certains ont peur que ce ne soit le début d'une longue guerre avec les Marocains. Le 13 août, le ministre de la guerre chérifien avertis la France que les soldats marocains de la région pourraient faire sécession des ordres de la hiérarchie et rejoindre les insurgés chaouis.

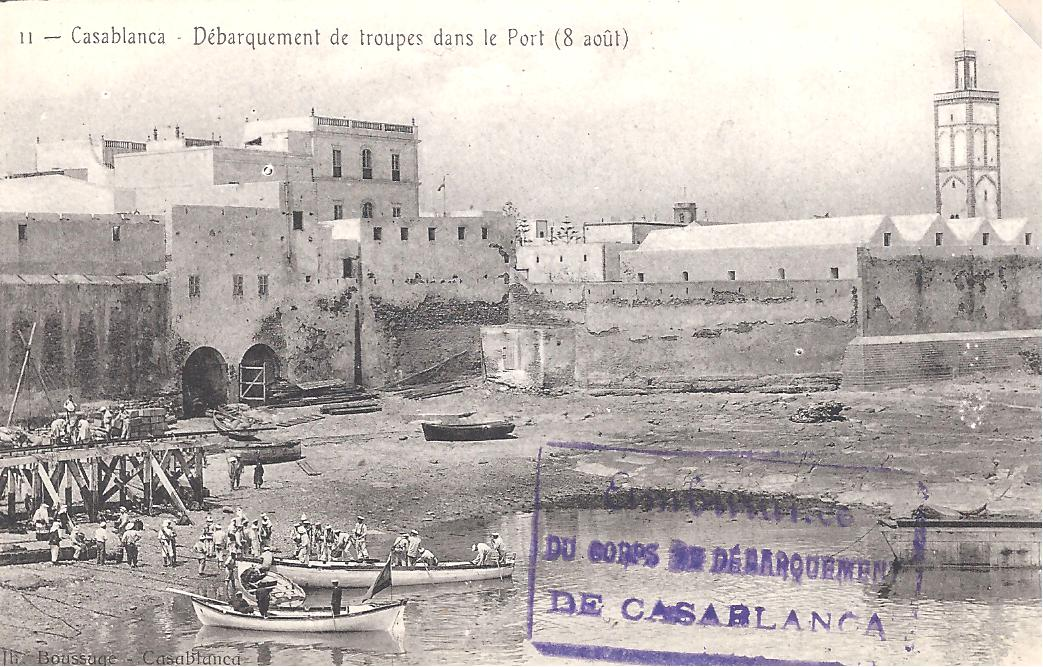
Débarquement de forces françaises sur le port de Casablanca

Pendant trois jours de pluie de bombes provenant de l’escadre, puis de carnages et de pillages exercés par les légionnaires au sol, la prospère cité de 30 000 habitants avant les faits est transformée en champ de ruines où nul endroit n'est épargné, si ce n’est le quartier européen. Le nombre des victimes oscille, selon les versions, entre 600 et 1 500 chez les auteurs français, à 2 000 et 3 000 dans les rapports allemands, tandis que des sources marocaines, appuyées par des témoignages européens attestent qu’il ne subsistait que quelques rares habitants après le carnage et le départ des survivants terrorisés. Près de 10 000 morts. Le 6 septembre, le bateau de commerce Magnus ramène de Gibraltar et de Tanger les quatre cents juifs qui s'y étaient réfugiés dès le commencement de l’insurrection.
Quatre cents ans après la destruction de la ville par la flotte portugaise, ce nouveau bombardement cause la destruction de la ville mais il marque aussi le début d’une prodigieuse métamorphose pour le petit port de Dar El Beida, qui va devenir le poumon économique du royaume chérifien.

#### Chaouia, terre dissidente, indépendante, révoltée contre le régime fiscal azzizien
Le tertib s’inscrit dans le cadre de la réforme fiscale moderniste de 1901, décidée par Moulay Abdelaziz, visant officiellement à instaurer un nouvel impôt sur les biens qui remplacerait l'ancien système basé sur la zakat, la dîme et les taxes makhzaniennes. Connue sous le nom de tertib (organisation), cette nouvelle réforme consisterait à suivre une politique fiscale basée sur la justice et l’égalité, ne concédant à personne aucun privilège ni immunité des taxes locales, dont jouissaient auparavant grand nombre de personnes.
Dès 1901, les Chaouis se retirent de la Bay'a pour montrer leur contestation et gagnent leur indépendance. Ils rentrent en bled Siba : la région mi-plaine et mi-montagneuse de la Chaouia connaît une forte rébellion contre le sultan, avant même l'arrivée des Français. À la tentative de leur appliquer le tertib, ils ripostent par le sac de Settat, puis de Ber-Rechid ; les actes de brigandage se multiplient et des bandes de malandrins parcourent le pays, pillant casbahs et marchés, razziant les troupeaux, vidant les silos, enlevant les caravanes, paralysant le trafic et répandant partout l'insécurité et la terreur. L'anarchie s'étend rapidement à tout le Maroc.
Hajj Hammou, caïd des Oulad Hariz, fils de l'ancien gouverneur de Casablanca, conçoit le projet de créer, avec l'aide des tribus de la Chaouia, une résistance farouche et des troubles graves dirigés contre les étrangers et les collaborateurs. Les Chaouis, révoltés contre le Makhzen, riches des sommes considérables qu'ils auraient dû lui payer comme impôts, ont accru rapidement leur puissance militaire par l'achat de munitions, de chevaux et de fusils à tir rapide. Très mal disposés envers les chrétiens, ils considèrent les Français comme leurs ennemis particuliers, surtout lorsque commencent les travaux du port et l'établissement d'un poste de télégraphie sans fil. Aiguisés par les prédictions du cheikh Ma El Aïnin (1831-1910), excités par les appels pressants d'El Hajj Hammou, fiers de leur force et leur indépendance, cavaliers brillants et infatigables, tireurs habiles, ils brûlent du désir de piller la ville et de chasser les Européens.
Durant cette campagne commencée en août 1907, qui va durer onze mois, dont sept d'opérations très actives pendant lesquelles l'ennemi est pourchassé sans trêve ni repos, au cours d'au moins vingt-neuf combats, pour certains acharnés. Un bilan douloureux fut à recenser pour la France, atteignant les centaines de morts ainsi d'officiers tués dans les batailles, tel fut le bilan des pertes. Mais l'honneur de la France exigeait de pénibles sacrifices et son drapeau a pu, à la fin, être porté victorieusement au milieu d'un peuple justement réputé pour sa bravoure.

#### Les Rimaya: Organisation Militaire et Transition de Pouvoir dans la Résistance Chaouis

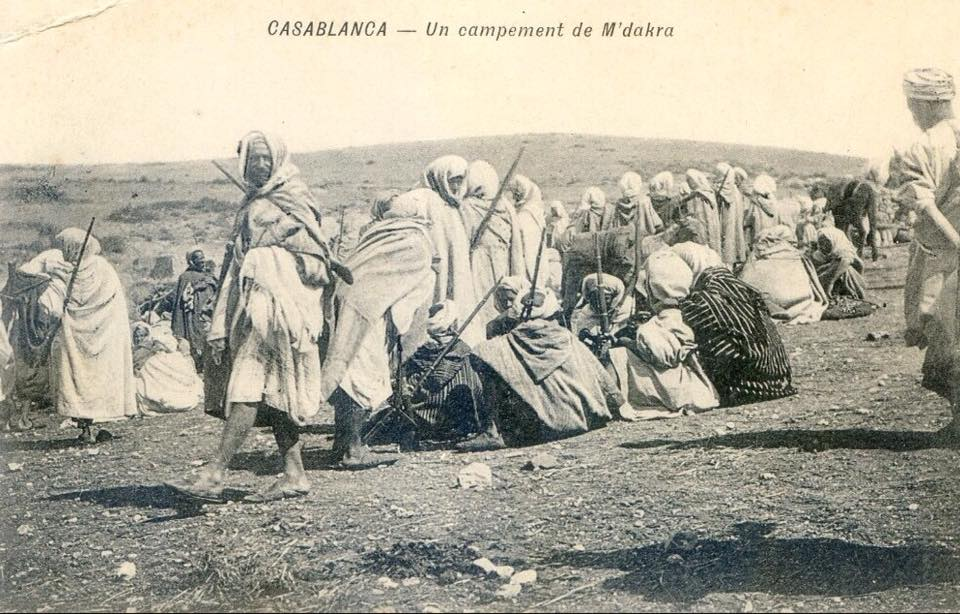
Carte postale : Un campement de guerriers M'dakra dans les hauteurs de Casablanca (1908)

La confrérie religieuse des Rimaya (également à vocation militaire de formation en équitation et en tir) est dirigée principalement par Sidi Ahmed ben Xàcerqui et Sidi 'Ali ben Nàcer. Elle est dérivée de la zaouïa Naciria de Tamegroute (Drâa), fondée autour de Mohammed ben Nacer (en), un disciple d'Abou Hafs Omar ben Ahmed Al Ansari qui l'a chargé d'inculquer les principes de la tariqa Chadhiliyya.
Chaque région ayant été le théâtre de conflits religieux possède sa propre confrérie militaire locale. Ces confréries, placées sous l'invocation du Calife Ali, gendre du Prophète, ont pour protecteurs divers saints, tels que Sidi Bou Abid Ech-Cherqi de la Zaouïa de Boul-Dja'd, Moulay Boucheta, saint vénéré par la tribu des Fichtala, ou encore Sidi 'Allai El-Hâdj El-Baqqâl, dont le tombeau et la Zaouïa sont situés à El-Haraïaq. D'autres figures saintes, comme El-Miçbahi Moulagla dans le Khlot, au sud de Larache, ou Moulay Bou Selhâm, près du canal reliant la Merdja Ez-Zerga dans le Gharb à la mer, sont également honorées.
Chaque société de tir est dirigée par un moqaddem, auxiliaire administratif nommé par le chef du douar ou de la tribu.
D'après le manuel d'un moqaddem, les devoirs des adeptes envers leur chef, énumérés par Ali ben Nàcer lui-même, sont les suivants : corvées (labour, moisson), fourniture à chaque fête (une livre de savon, plus un mouton pour l'Aïd al-Adha (fête du sacrifice) et reçoivent en échange ; enfin, lors de la Fête des Sacrifices, ils lui achètent encore un mouton. Le moqqadem doit en retour fournir à l'Aïd une livre de poudre, quarante balles et dix silex, et le reste du temps enseigner aux affiliés les règles de conduite des Rimaya, maintenir entre eux la concorde, ne pas les traiter avec dureté, n'en réprimer aucun en présence des autres. Comme tout croyant, il doit s'abstenir lui-même du mensonge, du vol, de la sodomie, de l'adultère, de tout ce qui est interdit aux musulmans. Les Rimaya comptent de nombreux membres dans la région Chaouia, si nombreux même que des fractions de tribu forment elles-mêmes des groupes avec des moqqadems.
Ironie du sort où une destinée au nom providentiel par les deux meneurs de cette guerre : El Hajj Hammou et Hammou Zayani. L’un entamera cette guerre et l’autre la conclura. Après que tous les chefs Chaouis trouvèrent le champ de gloire sous les balles françaises, dépourvu de leadership, les tribus prêtèrent allégeance à leurs nouveaux émirs : le sultan bleu ainsi que Hammou Zayani

### Campagne française anti-insurrectionnelle (1907-1914)

#### La Proclamation de Moûlay Hafid comme Sultan

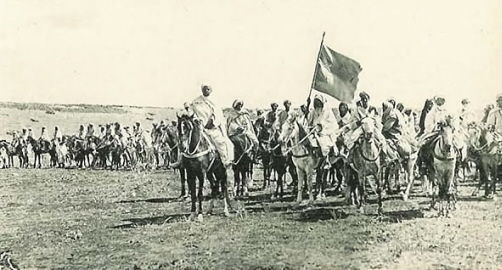
L'armée d'Ahmed Al-Hiba, se préparant à la bataille de Bataille de Sidi Bou Othmane.

L’occupation d'Oujda et de Casablanca par les Français restreint profondément le reste de prestige de Moûlay Abd-el-Azîz.
Dès le 16 août 1907, son frère et khalîfa Moûlay Hafîd se fait proclamer sultan à Marrakech, et le 23 septembre Moûlay Abd-el-Azîz arrive à Rabat, en route pour Marrakech. Tout en cherchant à éviter le conflit avec les troupes françaises, Moûlay Hafîd se laisse acclamer comme le champion de l'indépendance marocaine contre l'infidèle, auquel il accuse son frère d'avoir ouvert le pays. En septembre, la colonne de soldats (méhalla) qu'il envoie vers Settat, bien qu'ayant reçu l'ordre d'ignorer les Français, se voit grossie de cavaliers des tribus Rehâmna et Srâghna qui ne songent qu'à en découdre avec les Chrétiens et se joignent volontiers aux Chaouïa dans leurs raids contre Casablanca. Ce méllaha est composé de tribus arabes comme celles des Tadla, Abda, Doukkala, Saharaoui du Cheikh El Hiba, des chleuhs du Tafilalet ainsi que de chleuhs Zayan. Hammou Zayani est présent ainsi que Saïd El Mouzaouari. Cheikh El Hiba émet aussi un appel, pour appeler les tribus Srâghna, Beni Moussa, Beni Amer, Ouardigha et à d'autres tribus pour la guerre sainte.

#### La Défaite de Moûlay Abd-el-Azîz et la Fuite vers Casablanca
La situation embarrasse pour le gouvernement français, dont l'attitude traduit cet embarras.
Quand les « Azizistes » sont défaits par les « Hafidistes » sur l'oued Takaout le 19 août 1908, et que la défaite se change en déroute, le sultan battu part se réfugier, avec les restes de son Makhzen, à Casablanca, mais se voit refuser fermement l'aide qu'il sollicitait des Français pour reconstituer une force armée. Pendant que la France et l'Espagne négocient avec Moûlay Hafîd les conditions de sa reconnaissance, Moûlay Abd el-Azîz s'embarque, le 24 novembre 1908, pour Tanger. Alors seulement, khalîfa, caïd et oumana décident que la prière serait faite à Casablanca, désormais, au nom de Moûlay Hafîd.

#### Les Premières Actions Militaires Françaises autour de Casablanca
Jusqu'à la fin de 1907, le corps expéditionnaire français, campé en dehors de la ville, aux emplacements dont la Place des Nations unies (ex-Lyautey) occupe actuellement le centre, reste sur la défensive, se contentant de brèves sorties pour détruire les campements d'où partent les attaques des tribus.
Le 1er janvier 1908, le général Drude (en) (1853-1943), dont le remplacement par d'Amade est déjà décidé, marche sur la kasba des Medioûna, à 25 km de Casablanca, s'en empare et y laisse une garnison.
Il passe ses consignes au général d'Amade (1856-1941) le 5 janvier et s'embarque le 6.
Son successeur occupe les kasbas de Fedâla le 10 janvier, et de Bou-Znîqa le lendemain (entre Casablanca et Rabat), le 12 Dâr-Ber-Rechîd à 37 km de la ville.
Le 15, il entre à Settat après avoir défait une mehalla hafidiste, mêlée aux Châouïa, et ramène ses troupes à Ber-Rechîd.
Le 7 février, après une série de combats assez durs, il revient en force à Settat et y laisse une garnison.
Fin février et début mars, les opérations se portent chez les Mdâkra, les Zyaïda et les Mzâb, et la kasba de Ben Ahmed est occupée.
Après une mission du ministre Regnault et du général Lyautey à Casablanca en mars 1908 et l'envoi de renforts, une série de postes fixes sont établis et reliés par des colonnes volantes, cependant que s'organise, à l'exemple de ce qu'a réalisé Lyautey chez les Beni-Snassen, un « service des renseignements indigènes ».
En mai, les Oulad Bouziri font leur soumission et un poste est installé chez les Zyaïda, à la kasba Ben-Slîmân. Mzâb et Mdâkra se soumettent.
Cependant, l'agitation des Chiâdma amène d'Amade à entrer à Azemmour au début de juillet.
À la suite d'une interpellation à la Chambre et d'une protestation allemande, les troupes françaises repassent l'Oum-er-Rebî'a.
L'agitation continue chez les Beni Meskîn, les Doukkâla, les Za'er, provoquant l'envoi de colonnes qu'il faut toujours ramener en arrière.
La résistance s’étend jusqu’aux tribus de l’orientale chaouia, Oued Zem, Ouled Nasser, et Tadla, pour un harcèlement de sept ans. La résistance de Tadla causera à l'armée française 4 347 morts (officiers, sous-officiers, hommes de troupe, supplétifs et partisans confondus) entre 1912 et 1938.

#### Hostilités face à la France
L'installation des Français à Casablanca est menacée, en France même, par l'opposition d'extrême-gauche ; elle l'est aussi de l'extérieur, par l'hostilité de l'Allemagne.
Les crises marocaines, jusqu'en 1912, sont effectivement presque toujours aussi des crises franco-allemandes, donc européennes.
Une de ces crises, en 1908, est provoquée par un incident survenu à Casablanca, connu sous le nom d'affaire des déserteurs de la Légion. La Légion étrangère a toujours été l'objet, en France même mais surtout à l'étranger, à la fois d'un romantisme idéalisant et de campagnes de dénigrement. L'Allemagne, dont les ressortissants ont toujours figuré en nombre parmi les recrues de ce corps illustre, n'a cessé non plus de se distinguer dans les dites campagnes. Il existait outre-Rhin, en 1908, une « ligue allemande contre la légion étrangère », qui ne se contentait pas de lancer des campagnes de presse mais organisait aussi la désertion des légionnaires, surtout, mais non exclusivement, allemands. Le gouvernement du Reich, on s'en doute, ne faisait rien pour contrarier cet effort.
La présence d'unités de la légion dans les Châouïa, depuis le 7 août 1907, fournit le prétexte de plusieurs incidents.

#### Le Mandat de Lyautey et la Pacification du Maroc
Malgré les instructions des autorités coloniales d’évacuer l’intérieur du pays et de se maintenir uniquement autour des villes côtières, Lyautey, nommé résident général en avril 1912, entreprend de rétablir l'ordre à Fès, à la suite des émeutes du 17 avril 1912. En outre, l'abdication du sultan Moulay Hafid et la succession de Moulay Youssef visent à l'enracinement d'un État aux structures modernes.
Le 6 septembre 1912, le colonel Charles Mangin défait Ahmed al-Hiba, surnommé le « sultan bleu », qui a occupé Marrakech à la tête de 10 000 rebelles lors de la bataille de Sidi Bou Othmane. Pendant ce temps là résistance continue à l’ouest de la Chaouia, menée par M'Hamed Al Trihi caïd de la tribu El Haouzia (Doukkala) ayant combattu le protectorat français. Appelé le "détrousseur d'Azemmour", il attaque plusieurs fois les forces françaises en leur infligeant plusieurs défaites. Il rejoint ensuite la résistance Zayane de 1914 à 1921.
Sous la conduite de Lyautey, devenu résident général après l'établissement du protectorat français sur le Maroc, l'armée française lutte contre les tribus marocaines insoumises qui échappaient à l'autorité Makhzen, dans le cadre de la pacification du Maroc. L'offensive est appuyée par l'équipement du 1er régiment d’artillerie de montagne, débarqué à Casablanca le 13 septembre 1913, et par quatre avions Blériot XI16.
Les bastions de la résistance tombent les unes après les autres : Médiouna, le 27 septembre ; Oued Zem le 14 novembre, Tadla, Beni Mellal (Sidi Ali ben Brahim du 27 au 29 avril). El Kssiba tombe aussi le 8 avril 1914, devant les forces du colonel Gueydon de Dives (1860-1919), malgré les attaques des chefs résistants des Ouirra Mouha Ou Saïd Ouirra de la bourgade d'El ksiba et Moha ou Hammou Zayani, le roi des montagnes. La défaite des rebelles, avec 400 morts, le 10 juin devant Khénifra, puis la prise de la ville le 13 juin, semble avoir marqué la fin de la rébellion chaouia.
Les tribus Zayanes, bien qu'engagées n'ont pu empêcher Mangin d'atteindre ses objectifs et la prise de Tadla ainsi que de Bejaad les laissent isolées au sein de leurs montagnes. « Notre offensive a vivement impressionné les tribus de la montagne déclare le colonel Mangin qui félicite les hommes du 1er régiment d’artillerie de montagne. ».

### Résistance de la Chaouia: Guerre d'Usure contre l'Occupation Française

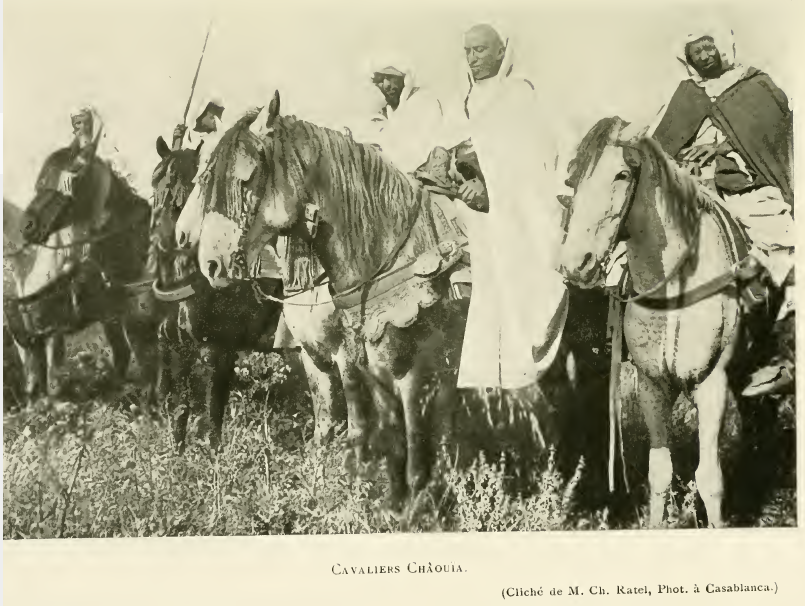
Cavaliers Médiouna, partant pour la bataille à Casablanca.

Dans la campagne de la Chaouia, entre 1907 et 1908, les tribus adoptent une stratégie de guérilla, dans pas moins de 29 batailles, dont certaines avec la même intensité que les guerres européennes : tir par salve, dispersion.
Les armes sont des fusils Martini-Henry, Winchester, Mauser, Vetterli, Remington, mais aussi des fusils français Gras, modèle de 1874. Les tribus de la Chaouia étaient reconnues pour l’excellence de leur technique de combats de cavaliers, appelée « Zenatia ». Cette technique fut utilisée en Andalousie au XIVe siècle par les soldats marocains du corps d’armée de Grenade pour amorcer les engagements militaires. Elle consiste à envoyer un léger corps de cavaliers qui s’approchent des rangs ennemis à toute vitesse, tout en tournant avec dextérité sur leurs montures, tirant sur des cibles de commandement pour susciter la réaction de l’adversaire. Leur unique moyen d’action est le feu et leur principale qualité est la mobilité. Les Chaouia, victorieux des mehallas (armées chérifiennes) repoussées sans avoir pu percevoir les redevances, s'étaient peu à peu affranchis du sultan Moulay AbdelAziz, s'administraient eux-mêmes par une assemblée de notables (zofferal), et se constituaient des réserves d'armes et de munitions. Ainsi disposées du plus grands nombres confréries militaires appelées « Zaouia rimaya ». La chaouia était un vivre de « Moudjahidine » ainsi que tel nous le rapportera le docteur Weissberg.

#### Bataille de Casablanca, début de la guérilla dans la Chaouia
Les Français, ayant débarqué, se trouvaient confrontés à de redoutables guérillas urbaines au cœur de la ville de Casablanca, menées par les guerriers Chaouis. Forts de leur expérience acquise durant la présence de l’armée napoléonienne en Espagne, face à la réaction acharnée des Espagnols entre 1807 et 1812, les soldats français devaient pourtant faire face à de nouvelles difficultés. Malgré cette expérience passée, défendre les murs de la ville de Casablanca s’avérait être une tâche ardue. Les forces françaises durent consommer un grand nombre de cartouches et mettre en place des débarquements réguliers de ressources pour assurer une logistique efficace. Cependant, chaque jour de combat accentuait la complexité de leur mission, les obligeant à s’adapter continuellement aux tactiques imprévisibles et agressives des tribus Chaouis. Les chaouis tenteront d'attaquer à plusieurs reprises la ville, et tiennent Casablanca comme objectif après plusieurs semaines de bombardements et de combats rudes,.

#### Bataille de Taddert, démonstration de l'alliance chaouis
Le docteur Weissberg nous raconte que le 10 août 1907 eu lieu le premier rassemblement d’importance à Taddert, après l’appel de Hajj Hammou, toutes les tribus du sud de la Chaouia de la province de Settat appelé les Oulâd Bou Rezq, qui se composaient essentiellement des Oulad Saïd, Mzamza, Oulad Bouziri, Oulad Si Ben Daoud, et des Zenata arrivèrent les premiers. Taddert devint dès lors le centre de l'agitation et de la propagande anti-française. Des lettres appelant les tribus à la résistance avaient déjà été envoyées aux différentes tribus. En voici une :
« Louanges à Dieu seul; que Dieu répande ses bénédictions sur notre Seigneur Mohammed et sur sa famille. À tous nos frères de la tribu des Oulâd Hariz que Dieu vous protège : vous n'ignorez pas que nous sommes au courant de ce qui s'est passé à Casablanca et au port de cette ville relativement à l'installation du chemin de fer et de l'arrivée des « Roumi ». Dieu avait décidé l'accomplissement d'un fait qui devait être exécuté par les Musulmans, les employés du chemin de fer ont été tués et le chemin de fer a été entièrement détruit et l'infidèle qui s'était installé au port, l'a quitté ainsi que toute la DAIHIRA française. Tous les Châouïa présents se sont réunis et ont conclu une alliance, pour la protection de Casablanca, des routes des Châouïa et des voyageurs. Il est utile que vous soyez avertis afin que vous puissiez prendre les mesures nécessaires. Signé: les notables de toute la tribu des Châouïa. En marge : Envoyez cette lettre elle-même à nos frères des Oulâd Bou Rezq. »

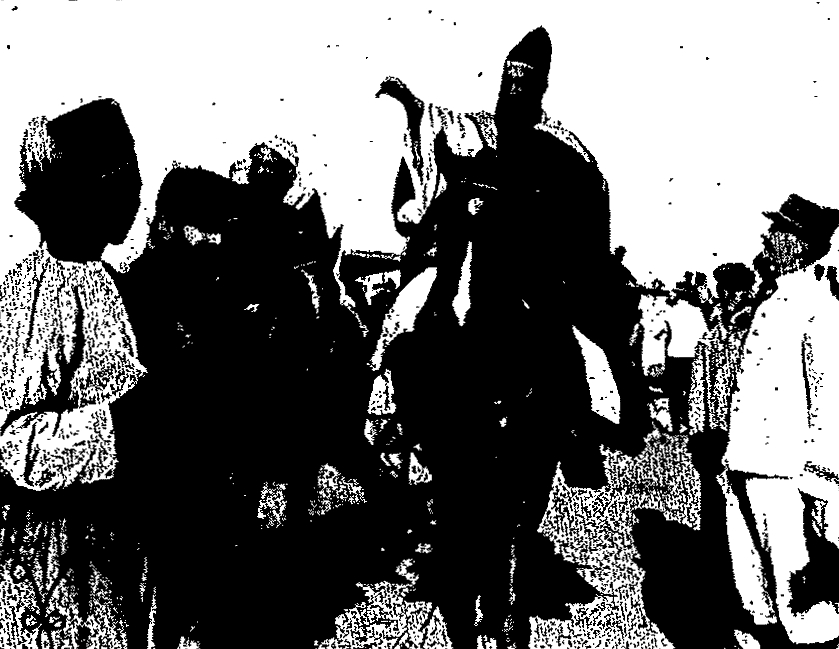
Un cavalier marocain, venu en parlementaire au camp français, déclarant aux tirailleurs que sa tribu ne se soumettrait jamais aux Français.

Le 1er janvier 1908, le sultan Moulay Abdelhafid se replia de ce point sur Settat, avec Moulay Rachid établissant ses campements au sud de la ville. À cette aide matérielle donnée par les mehallas, allait bientôt. s’ajouter l’appui moral que Moulay Abdelhafid devait apporter aux Chaouïa. Bien que les Chaouïa fussent inférieurs à l'armée française en termes d'organisation et d'armement, ils compensaient ces désavantages par leur supériorité numérique et leur grande mobilité. Face à cette armée, l'armée française, sous le commandement du général d'Amade, tenta une pénétration qui se solda par un échec. Elle fera demi-tour jugeant les moyens de transport étant encore insuffisantes pour cette opération mais surtout impressionné par le surnombre des résistants marocains. Elle se repliera à Casablanca où elle continuera le combat contre les tribus Mdakra et Ouled Hriz.
Malgré les munitions fournies par des négociants sans scrupules, même en pleine opération militaire, le combattant marocain Chaoui, lorsqu'il se retrouvait à court de munitions, faisait preuve de patience et d'habileté en fabriquant de la poudre, en fondant des balles, en reconditionnant des douilles de cuivre, en les réamorçant et en ressoudant des étuis récupérés sur le champ de bataille. Les français étaient ralentis par ce talent d'adaptation.

#### Bataille de Settat (Première bataille), début de la guerre totale
En septembre 1907, l’armée chérifienne du Sultan Abdelhafid venu en soutien aux guerriers de la Chaouïa se réunira à Settat. Il détacha dans la tribu des Mdakra, la plus hostile aux Français, un contingent de 700 hommes sous les ordres d’Omar Sketani afin d'harceler les troupes du général d’Amade. La fraction principale se trouvait à Médiouna. Il appuiera les Ouled Hriz dans leur combat contre le général Drude. Ces fractions infligeront de terrible pertes à l’armée française commandé par Moulay-Rachid et Bouazzaoui. La guerre de la Chaouia suscitera rapidement un éveil patriotique et national, entraînant un soulèvement sur l'ensemble du territoire marocain. Ce mouvement s'étendra jusqu'à l'extrémité orientale du pays, où les Béni Snassen se révolteront de nouveau, incités par l'Amel d'Oujda.
Début de l'année 1908, après avoir été défaites à Taddert, Dar Bouazza et Sidi Mekki, les troupes du Général Drude décident d’appliquer une guerre totale. Plusieurs officiers y perdirent la vie. Le capitaine de la cavalerie Ilher notamment. Les Français choisirent d'épuiser les poches de résistance avant de revenir à Settat quelques mois plus tard. L'armée française adopta une politique de terreur.

#### Pogrom de Janvier à Settat
En janvier 1908, après l'arrivée de troupes françaises sous le commandement du général d'Amade, les forces loyalistes du Sultan Abdelhafid furent repoussées dans les environs de Settat, une ville située à 70 kilomètres au sud de Casablanca. Contrairement à la population musulmane, qui choisit de fuir la ville, la communauté juive de Settat décida de rester sur place, plaçant son espoir dans la protection des Français. Cependant, après le retrait temporaire des troupes françaises, des tribus locales, notamment celles de Mzamza, attaquèrent violemment le mellah, accusant les Juifs d'avoir soutenu les envahisseurs. Cette attaque fit une quarantaine de morts parmi les membres de la communauté juive. Lorsque les Français revinrent deux semaines plus tard, ils découvrirent les survivants, majoritairement des femmes et des enfants, dans un état d'extrême détresse, brutalisés et affamés. Ces derniers furent évacués vers Casablanca pour échapper à la colère des insurgés.

#### Bataille de Sidi El-Mekki
En février 1908, un détachement des colonnes du général d'Amade se sépara à Berrechid pour se diriger vers la zaouïa de Sidi el Mekki. Le détachement atteignit Dar Kseibat sans rencontrer de Marocains, mais dès le début de leur repli, de nombreux cavaliers marocains surgirent de toutes parts, pressant vivement les troupes françaises. Pendant ce temps, les forces restées à Sidi el Mekki furent également attaquées par des forces marocaines nettement supérieures en nombre. Les deux compagnies de tirailleurs furent rappelées pour rejoindre le gros de la colonne, et les troupes françaises durent battre en retraite face à la présence des tribus arabes marocaines (Ouled Hriz, Ouled Ziyane).

#### Bataille de Fakhfakha
L'intensité de la bataille de Fakhfakha fut telle que les officiers français perdirent le contrôle des combats, menant à de lourdes pertes et au chaos parmi leurs rangs. Certains soldats français se dirigèrent vers le front, tandis que d'autres prirent la fuite. Durant leur retraite, les Français ne purent secourir certains de leurs camarades laissés aux mains des Marocains. La cavalerie française ne fut sauvée que grâce à l'arrivée rapide de contingents d'infanterie et à l'intervention efficace des équipes d'artillerie. Les Marocains, continuant à se battre, attaquèrent le flanc nord des Français, provoquant des pertes supplémentaires. Le commandant français, voyant son plan échouer et subissant des tirs ennemis, perdit son sang-froid et ordonna une retraite, notamment après une nouvelle attaque marocaine et l'audace de certains cavaliers marocains qui s'infiltrèrent parmi les colonnes françaises. À la tombée de la nuit, les forces françaises se retirèrent de Fakhfakha et atteignirent leur camp à Ain Mkoun à onze heures du soir, avant de se replier vers Casablanca. Les pertes françaises furent importantes, avec environ 60 hommes tués et blessés, ainsi que de nombreux chevaux perdus. Les Marocains, quant à eux, sous le commandement d'Omar Sketani, ont pu préserver beaucoup de soldats.

#### Bataille de Settat (Deuxième bataille), victoire et sac de la ville

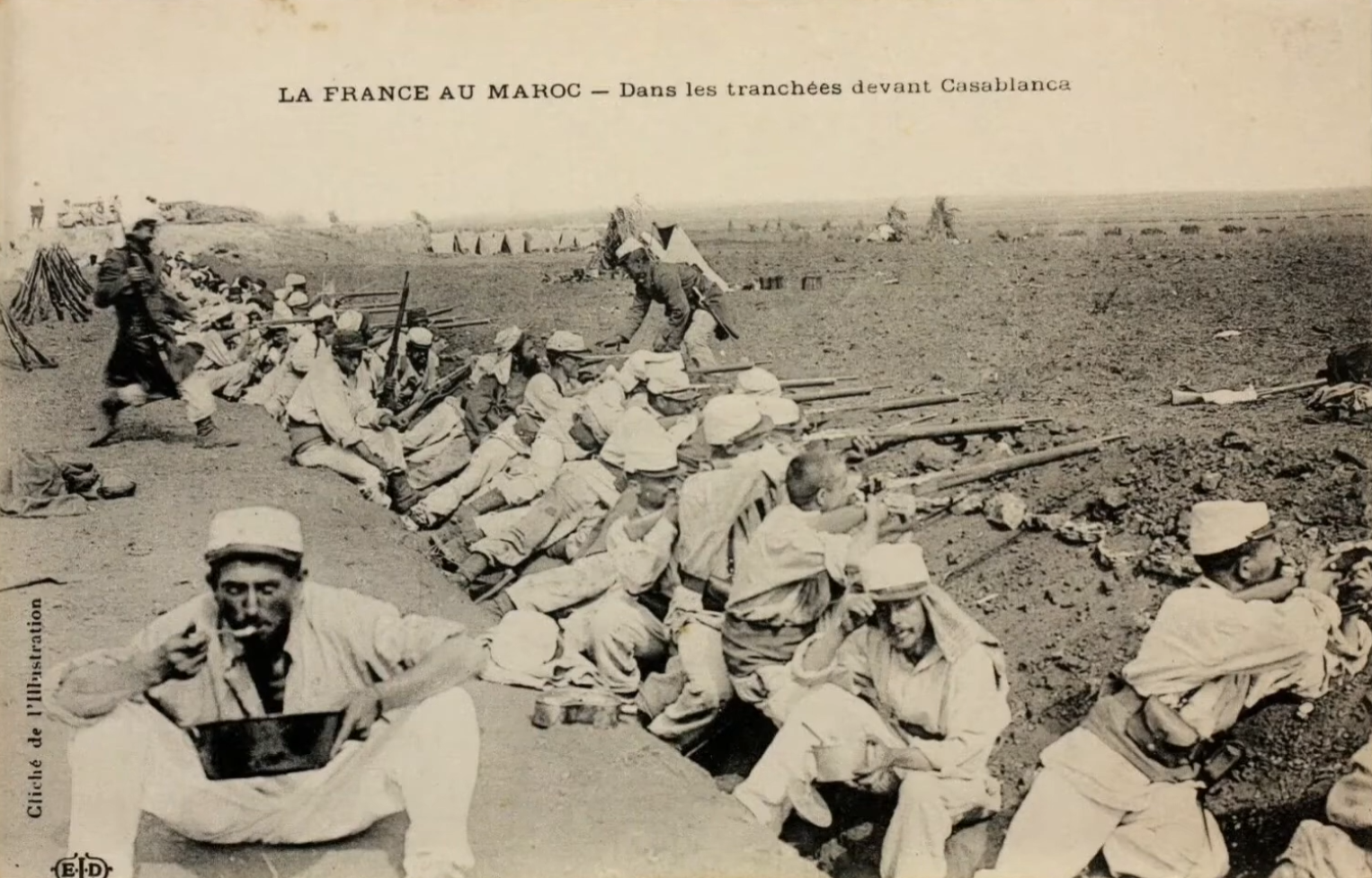
Légionnaires français dans une tranchée à Casablanca, 1908

En mars 1908, après avoir essuyé plusieurs défaites, et animés par un esprit de vengeance, le général d'Amade et ses troupes se remirent en marche en direction de Settat, résolument décidés à punir les Chaouia et à en finir avec cette cité de résistants. Une politique de terreur fut appliquée, marquant le début d'une guerre totale, n'hésitant pas à utiliser massivement de l'artillerie. Dans le même mois, le 15 mars, profitant de l'absence des guerriers, les troupes françaises commirent un véritable crime de guerre. Selon les auteurs marocains, le massacre fit entre 1 500 et 3 000 victimes innocentes, tandis que certains estiment jusqu'à 10 000 morts. Les chiffres de l'armée coloniale avaient tendance à minimiser les pertes humaines et militaires. Enfants, femmes, vieillards et handicapés furent tous ciblés dans le but de briser le soutien populaire aux guerriers Chaouis. À plusieurs reprises, notamment dans des articles, Jean Jaurès montra à quel point les actions militaires françaises au Maroc, sanglantes et inutiles, attisaient la haine des Marocains contre la France. En représailles, les troupes se rendirent au village de Sidi-Ghlimi, près de Settat, et appliquèrent une politique de terreur, commettant un massacre : 1 500 tués selon les chiffres coloniaux de l'époque, et jusqu'à 10 000 morts selon les auteurs marocains et l'opinion publique.
La même année, une autre tentative de pénétration à Settat fut repoussée par l'armée de Moulay Hafid, composée des Chaouis, des tribus du Haouz environnant, ainsi que des Chleuhs et de Zayanes. Un contingent de 5000 guerriers fut envoyé par le Caïd Mouha Ou Hammou Zayani pour prêter main-forte aux Chaouis.

#### Expéditions françaises contre les Zaërs
En 1910-1911, la campagne de la Chaouia continue, malgré la soumission de nombreuses tribus et la perte de nombreux commandants côté français comme marocains. Lors de la première intervention militaire française face aux Zaërs, les forces françaises subissent un revers après l'assassinat d'un officier et de son assistant le 18 février 1910. Pour punir les Zaër, le général Moinier, commandant des forces d'occupation à Chaouia, mène une expédition sur les terres de la tribu avec une division de 1 000 hommes le 28 février 1910. Malgré ses efforts pour préparer le passage de l'artillerie, il est contraint de se retirer en raison des attaques incessantes. Le 12 mars, ces expéditions n'ont toujours pas porté ses fruits. Les Français intensifient alors leurs efforts politiques dans la région, notamment parmi les tribus à l'ouest du Zaër. Un an après la première tentative, ils jugent opportun d'étendre leur influence. Une patrouille militaire, dirigée par le chef des renseignements de l'armée d'occupation, le capitaine Nancy, pénètre à nouveau dans le Zaër. Le 14 janvier 1911, cette patrouille est violemment attaquée par la tribu régissant cette zone, subissant de lourdes pertes en hommes et en matériel. Face à cet échec, la troisième intervention militaire française se solde également par un échec, exacerbant les tensions et les critiques du sultan envers les actions des officiers français.

### Réaction de l'Opinion publique (Jean Jaurès)
À la Chambre des députés, le 27 mars 1908, après le massacre de Settat, Jean Jaurès (1859-1914) clame :

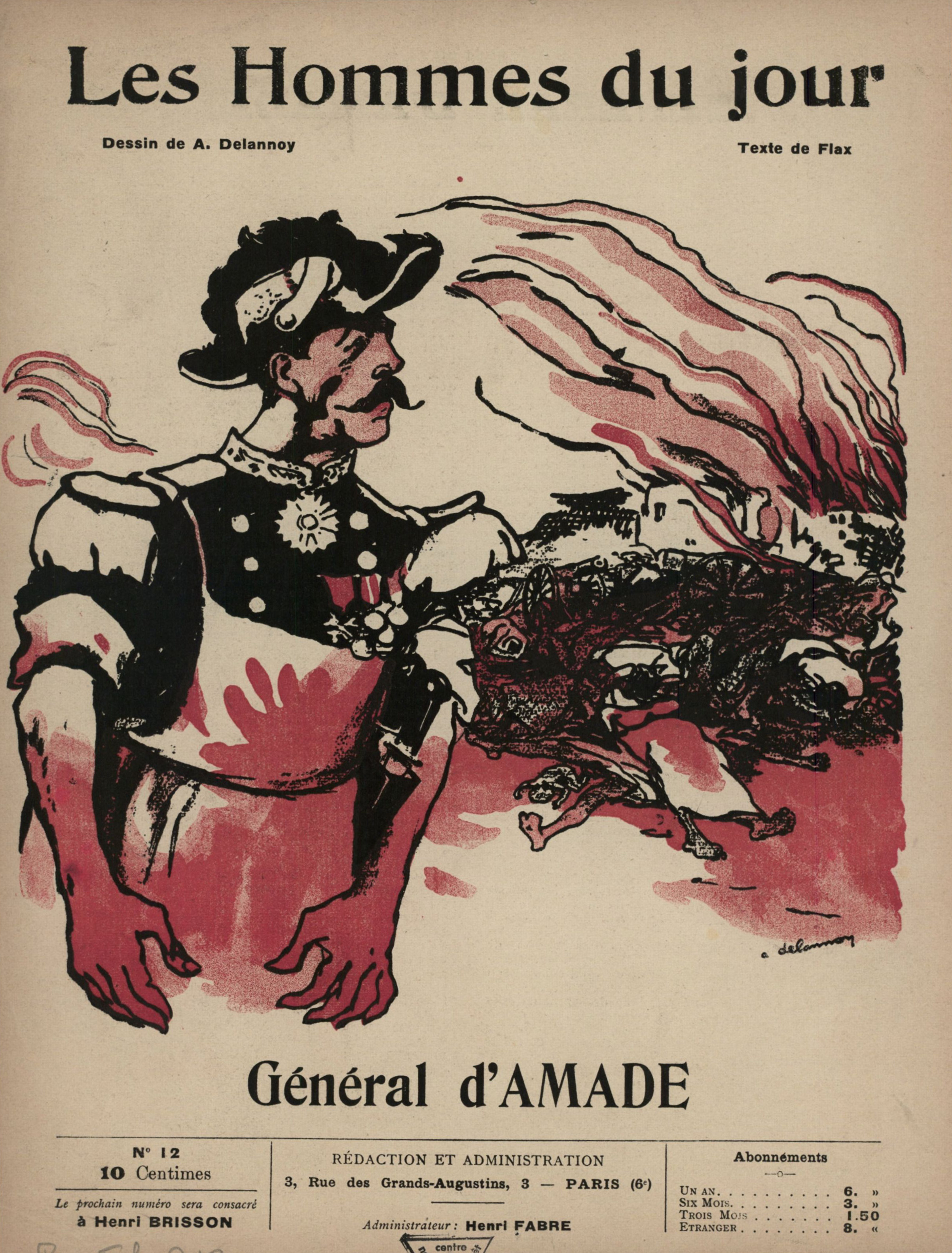
Général d'Amade caricaturé en Boucher par Aristide Delannoy (1908)

« Messieurs, nous refuserons, mes amis et moi, des crédits qui sont une première conséquence et qui sont l’expression d’une politique que, dès l’origine, nous avons jugé mauvaise. […] messieurs, ce n’est pas là un rassemblement de combattants, ce n’est pas une armée, ce n’est pas un camp : c’était un douar où des familles entières, des enfants, des femmes et des vieillards vivaient sous la tente.
À mesure que notre occupation se prolonge et s’aggrave, à mesure que notre intervention au Maroc est plus étendue, plus dure et plus brutale, je me demande, avec une angoisse croissante et sincère, de quel droit nous portons la guerre, le fer et le feu au cœur même du Maroc.
Au Maroc, il y a un peuple effervescent et indépendant, ombrageux, qui a plus que nous ne l’imaginons, plus que nous ne le savons, la fierté de sa vieille histoire, qui se rappelle qu’il a successivement refoulé de son sol les Portugais, les Espagnols, les Anglais, qu’il a secoué le joug des Turcs. Il se rappelle même les temps héroïques où il était le maître d’une partie de l’Espagne.
Il a eu des chefs, mais qu’il a élevés librement et déposés ; ce n’est pas un peuple plié, ce n’est pas un peuple accoutumé à subir en silence une domination tyrannique et qui pourrait être un jour passé comme un objet d’échange. C’est un peuple guerrier, c’est un peuple farouche auquel il ne suffirait pas, nous l’avons vu, d’une combinaison diplomatique ou de je ne sais quelle longue tolérance de l’Europe pour lui faire accepter notre domination. »

## Transition de la Guerre de la Chaouia vers le Conflit des Zayanes
En 1914, les ultimes combattants chaouis abandonnent leur région, jugée trop difficile à défendre, et se rallient aux forces de résistance des Zayanes dans les montagnes, arabes comme berbères.

### La succession de Moha Ou Akka et l'ascension de Moha Ou Hammou
Moha Ou Akka, commandant en chef des Aït Harkat, meurt, laissant deux fils et un gendre : Saïd, Moha Ou Hammou et El Haj Ali.
Saïd, l'aîné, est désigné par les Aït Harkat pour succéder à son père.
Il domina tous les Zayanes après quinze années de luttes ininterrompues.
À sa mort en 1877, Moha Ou Hammou lui succède, âgé d'à peine vingt ans. Moha Ou Hammou El Harkati Zayani (1841-1921) est vigoureux, intrépide, cavalier sans rival, tireur infaillible, joignant à ces qualités guerrières un physique agréable dont la tradition a retenu la souplesse et l'harmonieuse proportion de la taille, le regard brillant et la pureté du teint, à peine ombragé alors d'une courte barbe naissante. En 1880, le Sultan Moulay Hassan 1er le nomme caïd des Zayanes, mission qu'il accomplit avec abnégation et dévouement au service du trône alaouite et de la nation jusqu'à la proclamation du protectorat français.
Alors commence sa lutte armée cotre l'occupant français, lorsque ce dernier se met à parcourir et à occuper les plaines du Royaume.
Ces premières interventions consistent en l'envoi de renforts aux combattants de la Chaouia pour participer aux combats contre les troupes françaises commandées par le général Drude lors de la bataille de Médiouna en 1907 et 1908.

### La résistance contre l'occupant français entre 1911 et 1913
Entre 1911 et 1913, Moha Ou Hammou orchestre des attaques contre les troupes françaises lors de leur progression vers Fès et sur les lignes d'étapes Rabat-Meknès. Il affronte également le commandant Aubert au nord du Tadla et le colonel Mangin à Oued Zem. Malgré les offres flatteuses de l'occupant français, Moha Ou Hammou, faisant preuve d'une dignité et d'une rectitude remarquables, défend farouchement sa cause.
Après l'occupation de plusieurs régions du Maroc par les troupes françaises, le général Lyautey déclare le 12 mai 1914 que le pays zayane représente une menace majeure pour les positions françaises, et qu'il est de son devoir d'éliminer les Zayanes installés sur la rive droite de l'oued Oum Rebia. Cette déclaration marque le début d'un plan d'action visant à occuper le pays zayane, sous la direction du général Henrys (1862-1943).

### L'attaque française sur le camp de Moha Ou Hammou
Le 12 juin 1914, trois colonnes partent simultanément de trois points différents. La première part de Kasba-Tadla, au sud-ouest de Khénifra, sous le commandement du colonel Garnier Duplessis (1860-1926). La deuxième vient de l'ouest, dirigée par le colonel Cros (1861-1915), tandis que la troisième part d'Ifrane, au nord de Khénifra. Elles convergent vers la cuvette de Khénifra et s'en emparent après un combat acharné. Moha Ou Hammou Zayani établit alors son campement à une quinzaine de kilomètres de Khénifra, près du petit village d'El Herri.

### L'attaque surprise du lieutenant-colonel Laverdure

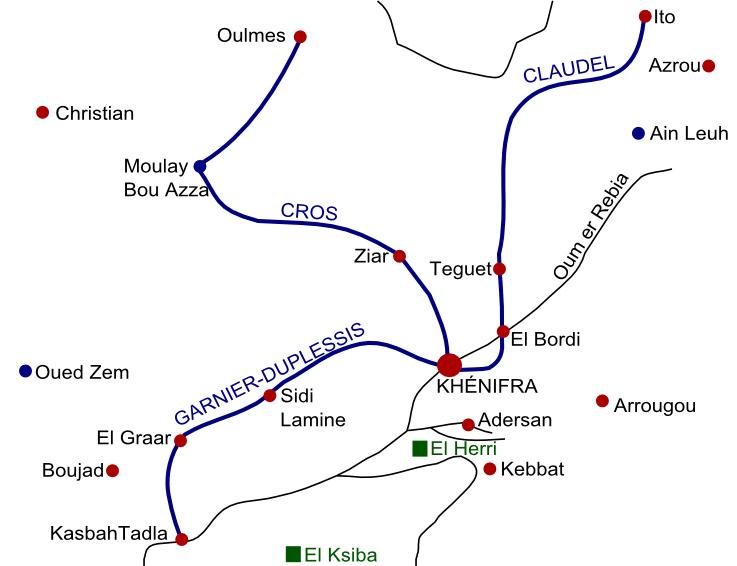
Khénifra, 1914.

Le poste de Khénifra est commandé par le lieutenant-colonel Laverdure (1862-1914).
Le 12 novembre 1914, à 21 heures, Laverdure réunit ses commandants et décide d'enlever le campement de Moha Ou Hammou Zayani en dépit de l'avis de ses services de renseignements.
À 2 heures 30 du matin du vendredi 13 novembre 1914, le lieutenant-colonel Laverdure quitte Khénifra en grand secret, divise ses troupes (43 officiers et 1 230 soldats) en quatre groupes, puis lance l'attaque à 6 heures du matin. Le campement est surpris, et quelques tentes dévastées.
Entre 6 et 8 heures du matin de la même journée, Moha Ou Hammou alerte et rassemble 2 000 hommes des Ichakirènes et des Aït Ishaq et 2 500 cavaliers zayanes.
Moha Ou Hammou regroupe ses hommes en “fer à cheval” autour des troupes françaises venues de Khénifra.
À 10 heures, les premiers accrochages ont lieu entre les troupes françaises et celles de Moha Ou Hammou et plusieurs officiers, sous-officiers et hommes de troupes sont tués.
À 13 heures, toutes les troupes françaises sont harcelées et tués par les hommes de Moha Ou Hammou. La victoire de Moha Ou Hammou contre le lieutenant-colonel Laverdure et ses troupes est sans appel avec 33 officiers et 580 soldats français morts au combat : le lieutenant-colonel Laverdure, trois commandants, neuf capitaines, treize lieutenants, trois médecins et des officiers de l'administration. Les Français peuvent ramener 179 blessés et quelques centaines d'hommes.
Moha Ou Hammou s'empare de huit canons, dix mitrailleuses et de nombreux fusils.

### Le repli de Moha Ou Hammou et sa mort au combat
Après la défaite des troupes françaises, Moha Ou Hammou, replié sur la région de Taoujgalt, rassemble ses hommes et prépare d'autres attaques contre l'occupant français.
Au combat d'Azelag-N'Tazemourt, près de Taoujgalt, contre le général Poeymireau (1869-1924), Moha Ou Hammou Zayani trouve la mort le 27 mars 1921. Il est inhumé à Tamalakt près de Taoujgalt où un mausolée et une mosquée ont été construits.

## Les causes de la défaite chaouis
La défaite du peuple de Chaouia face aux forces françaises constitue un événement marquant de l'histoire du Maroc au début du XXe siècle. Malgré de nombreuses victoires chaouis, l'armée française a pu trouver la victoire face à l'adversaire indigène. Les facteurs qui ont conduit à la défaite de la Chaouia ont été recensés par des chercheurs marocains.

### L'hésitation de Moulay Abdelhafid

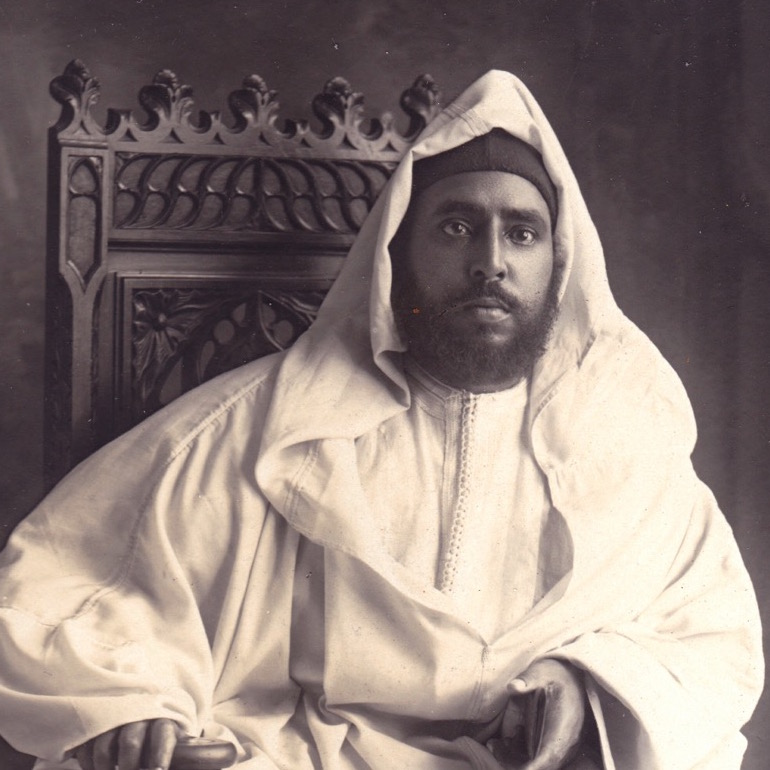
Portrait du Sultan Abdelhafid, 13 février 1913

L'hésitation de Moulay Abdelhafid à rejoindre la population de Chaouia. Cette hésitation a été manifeste dès le début et s'est poursuivie même après l'avancée des Français sur Settat. Chercher le « Sultan du Djihad » n'a servi à rien. Il aurait dû quitter Marrakech le plus tôt possible avant que les Français n'atteignent la vallée d'Oum Er-Rbia. Selon les témoignages des tribus, cette hésitation était due à plusieurs facteurs : l'incapacité de Moulay Abdelhafid à rallier plus de clans Haratin de Marrakech en direction de la Chaouia, le poids élevé des trois canons transportés par ses soldats, son manque de confiance envers certaines tribus qu'il soupçonnait de trahison, et l'épuisement de ses provisions et de son argent. Il craignait que ses soldats l'abandonnent dès leur arrivée à la Chaouia. De plus, le nombre de tribus rejoignant la localité de Sidi Issa avait augmenté depuis début décembre 1908, entraînant un accroissement du désespoir parmi les habitants. Cela a conduit les tribus de Chaouia à adopter une attitude de survie. La faim s'est manifestée de plusieurs manières, y compris par des manifestations devant la tente de Moulay Rachid (commandant envoyé par Abdelhafid), réclamant de la nourriture.

### Les difficultés internes au camp des Chaouia
En plus des retards dans le paiement des salaires, il y a eu des accusations de pillage. Les salaires étaient détournés par les dirigeants, ne laissant aux soldats que sept jours de paie sur les trente dus. Cette injustice a provoqué des réactions violentes dont les échos ont atteint Marrakech.

### La négligence de Moulay Rachid
Malgré l'installation de l'armée sur les hauteurs de la Chaouia, Moulay Rachid, au lieu de se concentrer sur la défense contre les Français, organisait des fêtes et des mariages, délaissant ainsi ses devoirs militaires. Cette attitude a provoqué le mécontentement parmi ses partisans, certains d'entre eux se révoltant presque contre lui, laissant pour compte les tribus sur place. Enfin, toutes ces raisons ont contribué à la désertion de nombreux soldats du camp, qui fuyaient épuisés et à la recherche de subsistance.

### L'appel à la résistance et la déception face à l'abandon
Lors du rassemblement des tribus Chaouia pour la guerre, Bouazzaoui a crié d'une voix forte : « Si Moulay Rachid abandonne la confrontation à l'avenir, c'est moi qui brandirai le drapeau rouge et je vous mènerai contre les chrétiens ». Cela montre que des leaders bien intentionnés étaient prêts à assumer leurs responsabilités, mais les circonstances les empêchaient d'atteindre leurs objectifs. Ce dernier, après la défaite dont il a été l'une des principales victimes, répétait : « Qu'Allah soit témoin de la famine ; les descendants de ceux qui ont labouré pendant le Djihad ». Ces mots expriment la déception face à ceux qui ont abandonné le peuple de la Chaouia face à l'invasion française.

## Postérité et culture populaire

### Inspiration et popularité guerrière
En 1907, à la suite du massacre perpétré par Hajj Hammou a Casablanca, les Khlot, décide de prendre son exemple et de s'attaquer à la ville de Larache, mais ces derniers seront repoussés par les portes de la ville fermées.
En 1955, la résistance reprend dans la région avec les événements de Oued Zem qui comme une traînée de poudre entraîne un soulèvement général de la Chaouia qui prépare l’indépendance du Maroc. Le Casablancais Mohamed Zirktouni (1927-1954), mort en martyr selon les marocains, est l’un des visages de cette résistance. L'année suivante, le Maroc obtient son indépendance. Malgré cela, plusieurs révoltes se succéderont en période post-coloniale dont celle des carrières ou la révolte du pain.

### Commémoration musicale et traditionnel
La Chaouia reste aujourd’hui la région phare de la culture populaire marocaine et les gardiens de la culture équestre. À travers son art traditionnel musical dit aïta ou le bendir elle rappelle et remémore les batailles passées contre les différents envahisseurs, tenant toujours à raviver la flamme patriotique aux nouvelles générations. Les groupes les plus populaires comme les Nass El Ghiwane, Jay Jilala ou bien les Messnawa ont pu sauvegarder la mémoire grâce à leurs différentes adaptations des poésies guerrières du passé ainsi marquées leurs époques et s’imposant comme de véritables icônes musicales en leur temps. Ils ont aussi été la voix du peuple pendant les années de plombs, dénonçant ségrégation sociale, corruption et différentes revendications de luttes ouvrières.
Une des plus connues d’entre elles : Dak Rami, qui refera tendance dans les années de plomb et en 2023 avec une adaptation moderne de l’artiste Hamza Chouhib Alias Aber Sabeel.
De fait, la fameuse Aïta Marsaouia intitulée "Rkoub El Khaïl" exalte la résistance. La chanson dit « Fī Médiouna kay-tḥaddū wlād esh-Shaouia (في مديونة يتحدّو ولاد الشاوية)» — « C'est à Médiouna que les enfants de la Chaouia ont scellés leur engagement ».
Pendant la période coloniale, sur instructions du Maréchal Lyautey, le Colonel Mangin engagea ses troupes du côté de Ben Guerir (où réside situe la tribu Rehamna dans le cadre de la Campagne de la Chaouïa) à Sidi Bou Otman. Une autre chanson rend hommage à cette bataille en reprenant les paroles : « Fīn yūmek ya Benguerir? Yāk l-ghabra w-jwasīs l-khayl. Fīn yūmek ya Bou Othman, qeddīt n-nār bla dūkhān. (فين يومك يا بݣرير؟ ياك الغبرة وجواصيس الخيل. فين يومك يا بوعثمان، قديت النار بلا دخان )» — «Où sont tes jours, Ben Guerir ? Où sont la poussière et les hennissements des chevaux ? Où sont tes jours, Bou Othman, toi qui allumes le feu sans fumée...».